# جنیفر میسونی
جنیفر میسونی (ایتالیایی: Jennifer Missoni؛ زادهٔ ۳ آوریل ۱۹۸۵) is an Italian film and television actress. بازیگر اهل ایتالیا است. میسونی در آکادمی هنر آیدیل‌وایلد تحصیل کرد. او نوه اوتاویو میسونی، بنیان‌گذار شرکت مد میسونی است.

از فیلم‌ها یا مجموعه‌های تلویزیونی که وی در آن‌ها نقش داشته‌است می‌توان به کشتزارهای لندن، خسارت، متوسط، فرینج، دختر سخن‌چین، پلی‌بک، یقه سفید و نظم و قانون: قصد جنایی اشاره نمود.